# Cataulacus micans
Cataulacus micans är en myrart som beskrevs av Mayr 1901. Cataulacus micans ingår i släktet Cataulacus och familjen myror. Inga underarter finns listade.